# FC 인테르 투르쿠

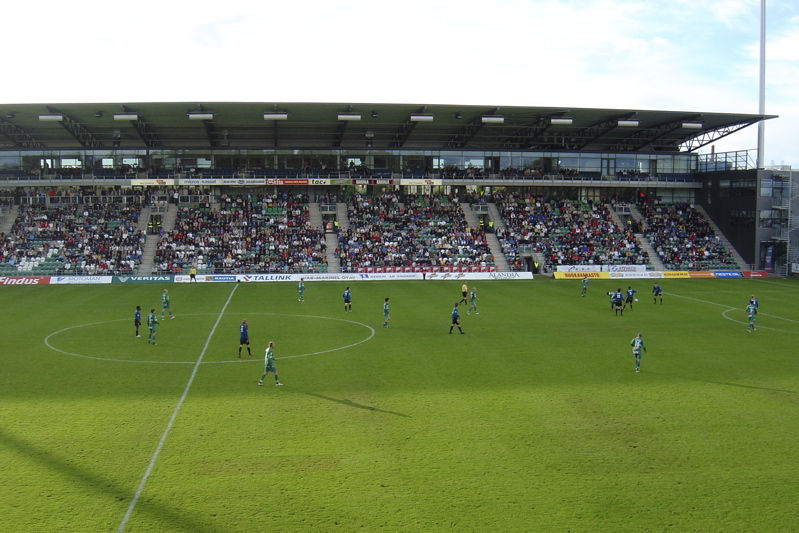

FC 인테르나시오날 투르쿠는 핀란드의 축구 클럽으로, 보통 FC 인테르, 또는 인테르 투르쿠로 불린다. 인테르 투르쿠는 1990년에 창단되어 1996년부터 현재까지 핀란드의 프리미어리그인 베이카우스리가에서 활동하고 있다. TPS와 함께 투르쿠 연고로 베이카우스리가에서 활동하고 있다.

## 역사
FC 인테르는 1990년에 현재의 구단주인 Stefan Håkans에 의해 창단되었다. 전해진 바에 의하면, 그에게는 11살 아들이 있었는데, 투르쿠의 유소년팀 가운데 아무데도 받아주지 않았다. 그래서 클럽은 처음에 유소년팀으로 시작하였지만, 1992년에 성인팀이 만들어져서 핀란드 4부 리그에 참가하였다. 다음해에 재정적으로 문제가 생긴 핀란드 2부 리그의 투룬 토베리트를 인수하였다. 새로운 선수들에게 투자를 하여, 결국 1위로 리그를 마치며 핀란드 2부 리그 (위쾨넨)로 승격하였다.
인테르는 1995년에 위쾨넨 우승을 차지하면서 베이카우스리가로 승격하였다. 그와 동시에 핀란드 컵 준결승까지 올라갔었다. 1996년부터 투르쿠의 두 팀이 베이카우스리가에서 활동하게 되었다. 그리고 클럽의 최다 관중기록도 TPS와의 지역 더비에서 8,200명을 기록하였다.
1997년에는 승격한 지 두 시즌만에 리그 최하위를 기록하며 강등되었으나, 다음 해에 2위를 차지하며 다시 승격하였다. 승격한 후 외국인 선수를 영입하고 유소년팀에서 선수를 육성하면서 중위권을 유지하였다.
2008년에 인테르는 10월 26일에 펼쳐진 리그 마지막 경기인 FF 야로와의 경기를 승리하며 클럽 역사상 최초의 우승을 기록하였다.

## 역대 우승기록
- 베이카우스리가

우승 (1): 2008
- 핀란드 1부 리그

우승 (1): 1995
- 핀란드 리그컵

우승 (1): 2008
- 핀란드 리그컵 준우승

우승 (1): 2007

## 유럽 대회성적
| 시즌    | 대회              | 라운드    |            | 클럽          | 결과     |
| ------- | ----------------- | --------- | ---------- | ------------- | -------- |
| 2005-06 | UEFA 인터토토컵   | 1회전     | 아이슬란드 | IA 아크라네스 | 0-0, 4-0 |
|         |                   | 2회전     | 크로아티아 | NK 바르텍스   | 3-4, 2-2 |
| 2009-10 | UEFA 챔피언스리그 | 예선1회전 |            |               |          |

* 주 : 굵게 표시된 것이 홈경기이다. 

## 선수 명단

### 현역
참고: FIFA 자격 규정에 따라 소속된 국가대표팀 국기를 표시합니다. 선수는 복수의 FIFA 비회원국 국적을 가지고 있을 수 있습니다.
| 번호 | 포지션 | 국적         | 이름            |
| ---- | ------ | ------------ | --------------- |
| 6    | DF     | 코트디부아르 | 디미트리 레그보 |

| 번호 | 포지션 | 국적         | 이름        |
| ---- | ------ | ------------ | ----------- |
| -    | FW     | 코트디부아르 | 알랭 구에이 |

## 역대 감독
| 감독        | 임기        |
| ----------- | ----------- |
| 셰프키 쿠치 | 2016 ~ 2017 |